# Anglikanische Kirche von Mexiko
Die Anglikanische Kirche von Mexiko (spanisch Iglesia Anglicana de México) war bis 1995 Teil der Episkopalkirche der USA. Sie ist Mitglied der Anglikanischen Gemeinschaft und besteht aus fünf Bistümern:
| Diözese           | Sitz         | Bischof                |
| ----------------- | ------------ | ---------------------- |
| Cuernavaca        | Cuernavaca   | Enrique Treviño        |
| Mexiko            | Mexiko-Stadt | Vakant                 |
| Nördliches Mexiko | Monterrey    | Vakant                 |
| Südostmexiko      | Xalapa       | Julio César Martín     |
| Westliches Mexiko | Guadalajara  | Ricardo J.Gómez Osnaya |